# 捷佩尼齊亞
51°14′8″N 27°42′27″E / 51.23556°N 27.70750°E
捷佩尼齊亞（烏克蘭語：Тепениця），是烏克蘭北部的村莊，隸屬日托米爾州的科羅斯滕區。該村面積2.28平方公里，海拔高度181米，2001年人口1,012，人口密度每平方公里443.86人。